# Ермакова, Жанна Анатольевна
Жанна Анатольевна Ермакова (род. 10 марта 1967 г.) — ректор Оренбургского государственного университета (2015-2020), специалист в области управления экономическими процессами в базовых отраслях промышленности, член-корреспондент РАН (2016).

## Биография
Родилась 10 марта 1967 года в Орске.
В 1988 году — с отличием окончила планово-экономический факультет Свердловского института народного хозяйства.
В 1992 году — защитила диссертацию с присуждением ученой степени кандидата экономических наук (аспирантура Института экономики Уральского отделения АН СССР).
С 1993 по 1997 годы — начальник планово-экономического отдела Орского механического завода.
В 1997 году — перешла на работу в Орский гуманитарно-технологический институт (филиал) ОГУ заведующим кафедрой экономики и управления производством, с 2000 года — декан экономического факультета.
В 2007 году — защитила докторскую диссертацию, тема: «Развитие методологии организационно-экономического обеспечения технологической модернизации промышленного комплекса региона».
В 2009 году — было присвоено учёное звание профессора по кафедре экономики и управления производством.
С 2009 года — заведующая кафедрой управления персоналом, сервиса и туризма ОГУ.
С 2009 по 2014 годы — директор НИИ региональной экономики ОГУ.
С сентября 2015 года — исполняющая обязанности ректора Оренбургского государственного университета, с декабря 2015 года — исполняла обязанности председателя Совета ректоров вузов Оренбургской области, с января 2016 года — ректор Оренбургского государственного университета, с марта 2016 года — председатель Совета ректоров вузов Оренбургской области.
Осенью 2016 года — избрана членом-корреспондентом РАН от Отделения общественных наук, сектор экономики.
12 ноября 2020 года покинула пост ректора ОГУ по неизвестной причине.

## Научная и общественная деятельность
Автор свыше 110 научных и 20 учебно-методических трудов в области экономики и организации индустрии туризма и сервиса, промышленности, региональной экономики, инвестиционной деятельности.
Является членом диссертационного совета при ОГУ. Под её руководством защищено 12 кандидатских диссертаций.
Руководитель и соисполнитель научно-исследовательских работ по грантам Российского гуманитарного научного фонда, государственным контрактам с Министерством экономического развития, промышленности и торговли Оренбургской области, Министерством физической культуры, спорта и туризма Оренбургской области, договорам с предприятиями и организациями области.
Руководитель разработки Сводного плана развития туристско-рекреационного кластера «Соленые озера», проведен мониторинг туристических предпочтений населения области (2012—2013 гг.), подготовлен к изданию альбом-атлас «Туристическое Оренбуржье».
Председатель комитета по бюджетной, налоговой и финансовой политике Законодательного собрания Оренбургской области VI созыва.

## Награды
- Почётная грамота Министерства образования и науки РФ (2011)
- Лауреат Премии Губернатора Оренбургской области в сфере науки и техники (2010)
- Лауреат Премии Губернатора Оренбургской области в сфере науки и техники (2014) — за работу «Организационно-экономическое обоснование развития туристско-рекреационной сферы Оренбургской области».